# Патраков, Александр Фёдорович
Александр Фёдорович Патрако́в (3 июля 1910, Ногуши, Уфимская губерния — 15 июля 1943, Рыльский район, Курская область) — командир взвода 603-го отдельного сапёрного батальона 322-й стрелковой дивизии 60-й армии Центрального фронта, младший лейтенант, Герой Советского Союза.

## Биография
Патраков Александр Фёдорович родился 3 июля 1910 года в селе Ногуши (ныне — Белокатайского района Башкирии) в крестьянской семье.
Русский. Член ВКП(б) с 1943 года. Работал ветеринаром на Медятовском участке Аллагузовского совхоза, завхозом в конторе «Заготзерно» на станции Ункурда Челябинской области.
В Красной Армии служил в 1932—1935 годах. В июле 1941 года призван в армию Нязепетровским райвоенкоматом Челябинской области. В действующей армии с декабря 1941 года.
В одном из боёв 15 июля 1943 года Александр Фёдорович погиб. Похоронен в селе Степановка Курской области.

## Подвиг
«Командир взвода 603-го отдельного саперного батальона (322-я стрелковая дивизия, 60-я армия, Центральный фронт) младший лейтенант Патраков А. Ф. многократно ходил во вражеский тыл, успешно выполняя боевые задания по подрыву железнодорожных путей и мостов.
Он лично на переднем крае обороны советских войск под обстрелом противника участвовал в постановке более пяти тысяч мин, а также в снятии около двух тысяч вражеских мин. Обладая большим опытом в наведении переправ через реки, А. Ф. Патраков неоднократно во время боёв отличался умением и решительностью в работе. Так, при переправе дивизии через реку Жиздра и через её приток — реку Рессета он неоднократно умело руководил восстановлением под огнём противника разрушенных частей моста.
Во время форсирования реки Сейм у села Степановка Рыльского района Курской области в июле 1943 года младший лейтенант Патраков А. Ф. сутки находился со своим взводом на мосту, переправляя части дивизии, устраняя повреждения от огня противника».
Указом Президиума Верховного Совета СССР от 16 октября 1943 года за образцовое выполнение заданий командования и проявленные мужество и героизм в боях с немецко-фашистскими захватчиками младшему лейтенанту Патракову Александру Фёдоровичу посмертно присвоено звание Героя Советского Союза.

## Воспоминания современников
В районе Нов. Млыны переправу обеспечивали сапёры из взвода младшего лейтенанта А. Ф. Патракова. Командира взвода отличало не только хорошее знание своей боевой профессии, но и большое личное мужество. Он воевал в составе нашей дивизии с первых дней её нахождения на фронте, неоднократно выполнял ответственные задания по подрыву важных объектов в тылу врага, слыл искусным и хладнокровным минером. Хорошую практику получил Патраков и в оборудовании переправ в период форсирования рек Жиздра и Рессета. Поэтому и на Сейме с такой задачей он справился безупречно, организовав пункт переправы под огнём и бомбёжкой врага в кратчайшие сроки. Находясь на самых опасных местах, офицер лично руководил затем пропуском войск и боевой техники, показывая образцы смелости, находчивости и распорядительности при восстановлении разрушенных участков моста. В одной из бесчисленных бомбёжек Александр Фёдорович Патраков погиб. Он был посмертно удостоен звания Героя Советского Союза.— Герой Советского Союза, генерал армии П. Н. Лащенко. Из боя — в бой. — М.: Воениздат, 1972. — С. 94.

## Память
Имя Героя носят улицы в селе Ногуши Белокатайского района Республики Башкортостан и в городе Нязепетровске Челябинской области.

## Награды
- Медаль «Золотая Звезда» Героя Советского Союза (16.10.1943)[5].
- Орден Ленина (16.10.1943).
- Орден Отечественной войны 2-й степени (1943).